# 荒川区歌
「荒川区歌」（あらかわくか）は、東京都荒川区が制定した区歌である。作詞・竹耶里素秋、補作・選定審査会、作曲・内藤清五。

## 解説
戦後復興期の1949年（昭和24年）に新宿区が「大新宿区の歌」、港区が「港区歌」を制定したのを皮切りに、翌1950年（昭和25年）には中野区が初代「中野区歌」を制定したことから荒川区でも「日一日と復興し、大いなる発展への努力を続ける区民すべてがあらゆる機会に声を揃えて歌える区歌」とすることを制定意義に掲げ、区章のデザインと併せて区歌の歌詞を一般公募した。賞金は一等入選が5000円、二等2000円、三等1000円、佳作（4本）が500円で、締め切りまでに98篇の応募作が集まったとされる。
『荒川区政ニュース』第29号で報じられた審査結果では一等入選が該当無し、二等が2席、三等が1席、佳作は当初予定よりも増やして5席が選ばれ、二等のうち荒川区役所で諸税第一係長の職に在った竹耶里素秋（恐らくペンネームではないかとされる）の応募作を選定審査会が補作したものが採用となった。審査委員を務めた仲村久慈は「区歌であるため内容に重点を置いた。表現は稚拙でも、作者が深い愛情をもって、頭や小手先でなく、肉体をもって綴ったものに着眼した」と講評を述べている。
歌詞の完成後、東京消防庁音楽隊長の内藤清五が区からの依頼により作曲を担当し、10月1日付の告示で制定された。同月に開園した荒川遊園では記念行事として区歌普及大会が開催され、1万人の聴衆が集まったと記録されている。区勢概要では1981年（昭和56年）まで30年にわたり区歌が掲載されていたが、1982年（昭和57年）に区制50周年を記念して新規に区民の歌「あらかわ 〜そして未来へ」が作成されて以降は公の場で演奏される機会がほぼ消滅した。荒川区と同年の制定で2015年（平成27年）に新区歌との代替わりによって廃止された「中野区歌」とは異なり「荒川区歌」は現在も例規集に掲載されているものの区のサイト内にある「荒川区の歌」では紹介されておらず、2012年（平成24年）に東京堂出版から刊行された『全国 都道府県の歌・市の歌』でも「あらかわ 〜そして未来へ」のみの紹介となっている。
歌詞は全4番からなるが制定告示には1番しか記載されていないため、2番以降の歌詞はほとんど知られていない。2番以降を含めた歌詞と楽譜（演奏譜）は『区勢概要』昭和26年版の巻末に収められている。